# Germanát

Ortogermanát anion

A kémiában germanátnak nevezik a  germánium oxoaniont tartalmazó vegyületeket. A szervetlen vegyületek elnevezésében a germanát végződés germánium központi atomot tartalmazó összetett aniont jelöl, ilyen például a kálium-hexafluorogermanát, K2GeF6.

## Germanát oxovegyületek
A germánium a szilíciumhoz hasonlóan számos tetraéderes {GeO4} egységet tartalmazó vegyületet képez, de 5-ös és 6-os koordinációra is képes. Az összes fontosabb szilikát és aluminoszilikát germániumtartalmú analógját előállították. Az alábbi példák mutatják a vegyületek szilikátokkal rokon voltát:  Mg2GeO4 (olivin és spinell formák), CaGeO3 (perovszkit szerkezet), Be2GeO4 (fenakit szerkezet). A BaGe4O9 komplex szerkezetű, melyben 4-es és 6-os koordinációjú germánium található. A földtudomány számára fontosak, mivel szerkezetük a szilikátokéhoz hasonló, és a földköpenyben található szilikátásványok viselkedésének tanulmányozásához analóg vegyületekként használhatók; a MnGeO3 szerkezet például piroxén típusú, hasonlít a MgSiO3-éhoz, mely a földköpeny egyik jelentős ásványa.

## Germanátok vizes oldatokban
A különálló GeO4−4 ionokat tartalmazó alkálifém ortogermanátok (M4GeO4) savas oldatokat képeznek, melyben GeO(OH)−3, GeO2(OH)2−2 és [(Ge(OH)4)8(OH)3]3− ionok fordulnak elő. A germánium-dioxid semleges oldatában Ge(OH)4 található, de magas pH-n germanátionok, például GeO(OH)−3, GeO2(OH)2−2 vannak jelen.

## Germanát zeolitok
Mikropórusos germanát zeolitokat először az 1990-es években állítottak elő.
A szokásos előállítási mód a szerves amin templát (szerkezetet meghatározó ágens) felhasználásával végzett hidrotermális szintézis. A váz a plusz oxidionok miatt negatív töltésű, ezek egyben a germánium koordinációs számát is 5-re vagy 6-ra növelik. A negatív töltést a pozitív töltésű aminmolekulák kompenzálják.
A germánium 4-es, 5-ös vagy 6-os koorinációra való hajlamán túl az, hogy a {GeO4} tetraéderes egységekben a Ge–O kötéshossz nagyobb, mint a Si–O kötéshossz a {SiO4} egységekben, illetve hogy a tetraéderek közös sarkánál a Ge–O–Ge kötésszög (130°–140°) kisebb, szokatlan szerkezetek kialakulását teszi lehetővé. Egy 2005-ben leírt zeolitban nagy – 18,6 × 26,2 Å méretű pórusok találhatók, melyeket 30-tagú gyűrűk által meghatározott csatornák kötnek össze (a természetben megtalálható, faujasit nevű zeolit csatornáit 12-tagú gyűrűk alkotják). A szilíciumot és germániumot (szilikogermanátok), az aluminiumot és germániumot (aluminogermanátok), valamint a cirkóniumot és germániumot (cirkonogermanátok) tartalmazó zeolitszerkezetek egyaránt ismertek.

## Fordítás
- Ez a szócikk részben vagy egészben  a   Germanate című angol Wikipédia-szócikk ezen változatának fordításán alapul.  Az eredeti cikk szerkesztőit annak laptörténete sorolja fel. Ez a jelzés csupán a megfogalmazás eredetét és a szerzői jogokat jelzi, nem szolgál a cikkben szereplő információk forrásmegjelöléseként.